# Palacio del Marqués de Dos Aguas
Il Palacio del Marqués de Dos Aguas è un palazzo che si trova a Valencia, frutto di una radicale ristrutturazione in stile rococò effettuata intorno al 1740 sulla residenza dei Rabassa de Perellós, titolari del marchesato di Dos Aguas.
Il palazzo ha una pianta quadrangolare irregolare, circondato da torri finemente lavorate, e ruota attorno ad un patio interno. Molto bella è la facciata principale, arricchita da una porta riccamente decorata in alabastro e dall'immagine della Vergine dalla quale scendono due corsi d'acqua come allusione al titolo della signoria.
Oggi il palazzo è la sede del Museo della Ceramica González Martí.